# Нолік
Нолік (англ. Nolic) — переписна місцевість (CDP) в США, в окрузі Піма штату Аризона. Населення — 12 осіб (2020).

## Географія
Нолік розташований за координатами 32°2′3″ пн. ш. 111°57′18″ зх. д. / 32.03417° пн. ш. 111.95500° зх. д. (32.034183, -111.955021). За даними Бюро перепису населення США в 2010 році переписна місцевість мала площу 1,35 км², уся площа — суходіл.

## Демографія
Згідно з переписом 2010 року, у переписній місцевості мешкало 37 осіб у 13 домогосподарствах у складі 9 родин. Густота населення становила 27 осіб/км². Було 15 помешкань (11/км²).
Расовий склад населення:
| - 94,6 % — корінних американців - 5,4 % — білих |

До двох чи більше рас належало 0,0 %. Частка іспаномовних становила 8,1 % від усіх жителів.
За віковим діапазоном населення розподілялося таким чином: 43,2 % — особи молодші 18 років, 32,5 % — особи у віці 18—64 років, 24,3 % — особи у віці 65 років та старші. Медіана віку мешканця становила 25,5 року. На 100 осіб жіночої статі у переписній місцевості припадало 76,2 чоловіків; на 100 жінок у віці від 18 років та старших — 75,0 чоловіків також старших 18 років.
Цивільне працевлаштоване населення становило 0 осіб.